# 雄心壯志聯盟
雄心壯志聯盟（HAC）或譯為遠大目標聯盟，是聯合國氣候變遷綱要公約 (UNFCCC) 內的一個非正式國家組織，2014年於馬紹爾群島成立，致力於推動有關氣候目標的先進提案。 
該聯盟和國際海事組織內的「航運雄心壯志聯盟」（Shipping High Ambition Coalition）與「自然與人類遠大目標聯盟」（High Ambition Coalition for Nature and People）不同，但彼此相互協調合作；後者專注於《生物多樣性公約》中「生物多樣性保育「30×30」以及「終結塑膠污染的雄心壯志聯盟」的目標。。

## 組織
該聯盟目前尚無正式的成員國名單，但於2015年底已包括歐盟、美國和79個非洲、加勒比海和太平洋國家，超逾「七十七國集團＋中國」而成為巴黎會議上國家數最多的集團，如安地卡及巴布達、巴貝多、智利、哥倫比亞、芬蘭、斐濟、法國、加彭、德國、愛爾蘭、牙買加、盧森堡、荷蘭、紐西蘭、挪威、帛琉、馬紹爾群島共和國、西班牙、瑞典和英國等，但不含中國、印度。
馬紹爾群島共和國的氣候特使蒂娜·斯泰格擔任該聯盟的召集人，並主持秘書處。
該聯盟成功確保通過《巴黎協定》中最具雄心的條款，包括各國自主貢獻的五年遞增週期，和其第二條中有關努力將全球氣温上升限制在工業化前的攝氏1.5度範圍內水準的共識。 

## 評論
美國國務卿約翰·凱瑞就第21屆聯合國氣候變化大會以及巴黎高峰會後的行動發表談話：「解決氣候變化問題要求我們對地球上決定使用動力的方式作出根本性的改變。我們的目標必須是達到使全球經濟穩步轉型。」
對於世界最大的碳排放國（中國）未加入雄心壯志聯盟，馬紹爾群島共和國外交部長德布勒姆說：我們希望團結更多人，但不想犧牲我們的主要訴求。我們不希望巴黎協定「沒有牙齒」。
對聯盟的批評主要集中在各國所做的承諾貢獻名不符實。截至2019年，許多參與國家在實現《巴黎協定》總體目標方面的進展緩慢。

## 外部連結
- 雄心壯志聯盟官網 （页面存档备份，存于）
- 終結塑膠污染的雄心壯志聯盟官網 （页面存档备份，存于）